# Caesio xanthonota
Fusilier à dos jaune
Espèce
Caesio xanthonota , ou communément nommé Fusilier à dos jaune, est une espèce de poissons marins pélagique de la famille des Caesionidae.

## Description
Caesio xanthonota est un poisson de petite taille pouvant atteindre 40 cm de long.
Son corps est fusiforme, il a une petite bouche protractile (c'est-à-dire qu'elle peut être projetée vers l'avant pour mieux capter la nourriture) et une nageoire caudale fourchue.
Sa livrée est gris-bleu et jaune sur le dos. 
La zone jaune s'étend de l'avant de la tête jusqu'à la nageoire caudale et correspond au premier tiers supérieur du corps. La nageoire dorsale est également jaune.

## Distribution & habitat
Ce fusilier fréquente les eaux tropicales de l'Océan Indien, Mer Rouge incluse, à la partie occidentale de l'Océan Pacifique. 
Il vit en pleine eau dans les lagons profonds ainsi qu'à proximité des pentes externes.

## Alimentation
Le Fusilier à dos jaune est planctonophage et se nourrit donc de zooplancton.

## Comportement
Il a une activité diurne et vit en banc.
Il se déplace souvent avec d'autres espèces de fusilier comme le fusilier à dos jaune et bleu Caesio teres. Il y a d'ailleurs souvent confusion entre ces deux espèces, Caesio teres se distingue de son proche parent par la zone jaune qui varie avec l'âge et qui débute chez les jeunes individus à la base de la partie antérieure de la nageoire dorsale et qui décrit une diagonale vers la base inférieure du pédoncule caudal.